# Zhuzi jicheng

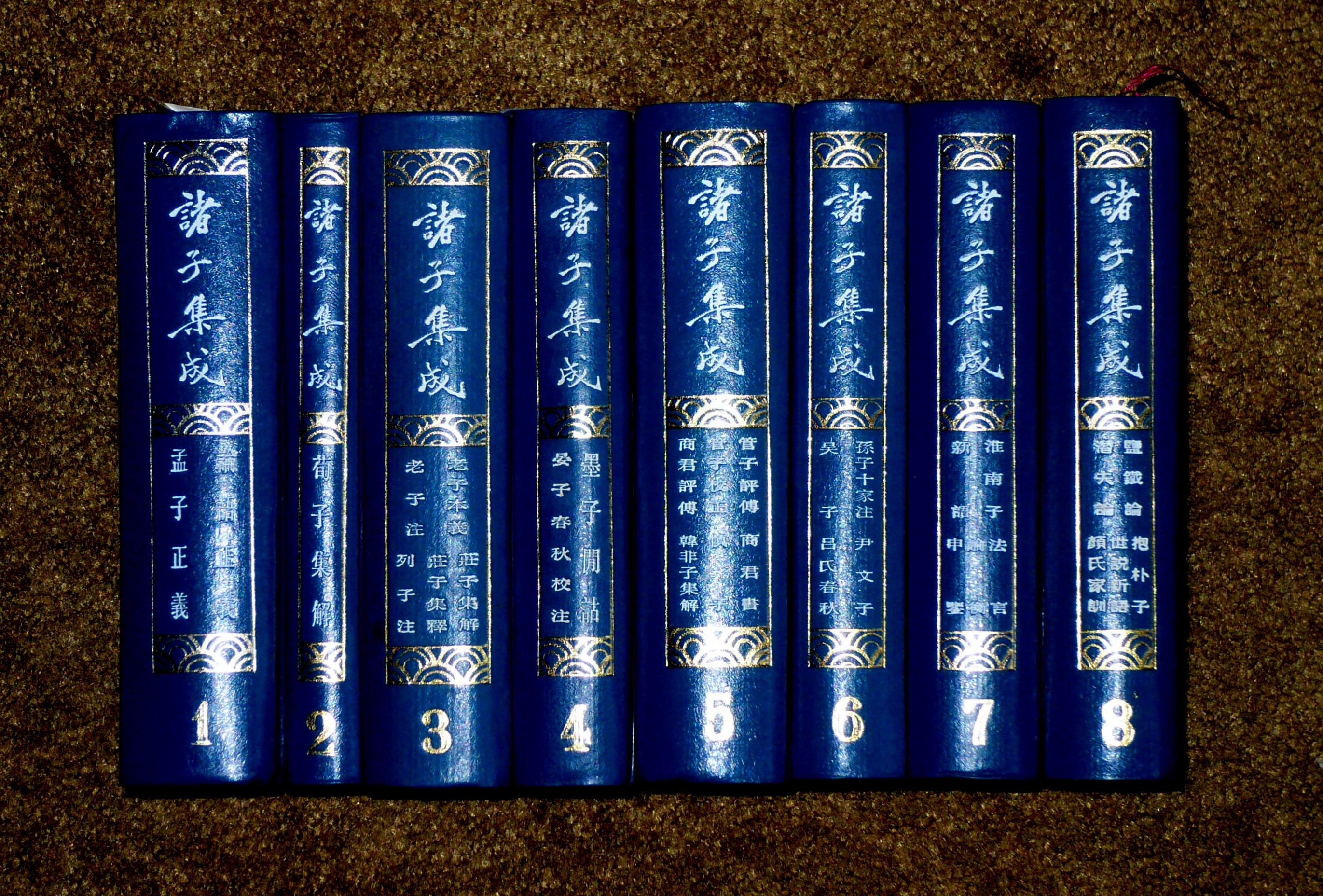
Zhuzi jicheng (achtbändige Ausgabe)

Zhuzi jicheng (chinesisch 諸子集成 / 诸子集成, Pinyin Zhūzǐ jíchéng, W.-G. Chu-tzu chi-ch’eng, Abk. ZZJC, deutsch etwa: "Umfassende Sammlung aller Meister", d. h. Denker und Philosophen des alten China) ist ein von der Guoxue zhengli she (國學整理社 / 国学整理社) zusammengestelltes großes Kompendium von Philosophen verschiedener Denkschulen. Diese achtbändige Sammlung (congshu) von chinesischen philosophischen Werken umfasst 28 Werke mit einem Gesamtumfang von 390 juan ("Rollen"). Sie umfasst repräsentative Werke aller alten chinesischen Philosophieschulen: des Konfuzianismus, des Legalismus, des Daoismus, der Mohisten, der Militärschule (bingjia 兵家), der Synkretisten (zajia 杂家), des Landwirtschaftsschule, der  xiaoshuo-Schule (小说家) usw. von der Vor-Qin-Zeit bis zur Zeit der Südlichen und Nördlichen Dynastien. Sie ist in acht Bände unterteilt. Dieses congshu mit philosophischen Werken bildet eine repräsentative Reihe, sie wird von modernen Fachvertretern häufig herangezogen.  Im 24. Jahr der Republik China (1935) erschien sie in Satz und Druck von World Books (Shijie shuju 世界書局/世界书局) und 1958 in einem Nachdruck des Verlags Zhonghua Shuju (中华书局). Die Sammlung ist weit verbreitet und relativ leicht zu beschaffen. Die folgende Übersicht liefert Angaben zu Titel, Umfang (juan 卷), Dynastie (der Zeit des Kommentars), Autor (bzw. Kommentator / Textkritiker).

## Inhalt

### Band 1
- Lunyu zhengyi 論語正義/论语正义, 24 juan,  (Qing) Liu Baonan 劉寶楠/刘宝楠
- Mengzi zhengyi 孟子正義/孟子正义,  14 juan, (Qing) Jiao Xun 焦循

### Band 2
- Xunzi jijie 荀子集解, 20 juan, (Qing) Wang Xianqian 王先謙/王先谦

### Band 3
- Laozi Daodejing 老子道德經/老子道德经, 2 juan, (Zhou) Li Er 李耳, Anhang Yinyi 音义, 1 juan; (Wei) Wang Bi 王弼 (Komm.); (Tang) Lu Deming 陸德明 (Komm.)
- Laozi benyi 老子本義/老子本义, 2 juan, (Qing) Wei Yuan 魏源
- Zhuangzi jijie 莊子集解/庄子集解, 8 juan, (Qing) Wang Xianqian 王先謙/王先谦
- Zhuangzi jishi 莊子集釋/庄子集释, 10 juan, (Qing) Guo Qingfan 郭慶藩/郭庆藩
- Liezi 列子, 8 juan, (Zhou) Lie Yukou 列禦寇; (Jin) Zhang Zhan 張湛 (Komm.)

### Band 4
- Mozi jiangu 墨子閑詁/墨子间诂, 15 juan, Fulu 附錄/附录, 1 juan, Houyu 後語/后语, 2 juan, (Qing) Sun Yirang 孫詒讓
- Yanzi chunqiu jiaozhu 晏子春秋校注, 8 juan, (Rep.) Zhang Chunyi 張純一/张纯一

### Band 5
- Guanzi jiaozheng 管子校正, 24 juan, (Qing) 戴望 Dai Wang
- Shangjunshu 商君書/商君书, 5 juan, (Zhou) Shang Yang 商鞅; (Qing) Yan Wanli 嚴萬里/严可均 (Komm.), 1 juan
- Shenzi 慎子, 1 juan, Yiwen 逸文, 1 juan, (Zhou) Shen Dao 慎到; (Qing) Qian Xizuo 錢熙祚/钱熙祚 (Komm.)
- Hanfeizi jijie 韓非子集解/韩非子集解, 20 juan, (Qing) Wang Xianshen 王先慎

### Band 6
- Sunzi shijia zhu 孫子十家注/孙子十家注 (Sunzi bingfa 孫子兵法), 13 juan, Anhang Xulu 敍錄/校录, 1 juan  (Zhou) Sun Wu; (Wei) Cao Cao 曹操 et al. (Komm.); (Qing) Sun Xingyan 孫星衍, Wu Renji 吳人驥 (Komm.)
- Wuzi 吳子/吴子, 6 juan, (Zhou) Wu Qi 吳起/吴起; (Qing) Sun Xingyan 孫星衍/孙星衍 (Komm.)
- Yinwenzi 尹文子, 1 juan, (Zhou) Yin Wen 尹文; (Qing) Qian Xizuo 錢熙祚/钱熙祚 (Komm.)
- Lüshi chunqiu 呂氏春秋/吕氏春秋, 26 juan, (Qin) Lü Buwei 呂不韋/吕不韦; (Han) Gao You 高誘/高诱 (Komm.)

### Band 7
- Xinyu 新語/新语, 3 juan, (Han) Lu Jia 陸賈/陆贾
- Huainanzi 淮南子, 21 juan, (Han) Liu An 劉安/刘安; (Han) Gao You 高誘/高诱 (Komm.); (Qing) Zhuang Kuiji 莊逵吉 (Komm.)
- Yantielun 鹽鐵論/盐铁论, 10 juan, (Han) Huan Kuan 桓寬 / 桓宽
- Yangzi fayan 揚子法言/扬子法言 (Fayan 法言), 13 juan, (Han) Yang Xiong 揚雄/扬雄; (Jin) Li Gui 李軌/李轨 (Komm.)
- Lunheng 論衡/论衡, 30 juan, (Han) Wang Chong 王充

### Band 8
- Qianfulun 潛夫論/潜夫论, 10 juan, (Han) Wang Fu 王符; (Qing) Wang Jibei 汪繼培/汪继培 (Komm.)
- Shenjian 申鑒 /申鉴, 5 juan (Han) Xun Yue 荀悅/荀悦
- Baopuzi neipian 抱朴子 內篇, 25 juan
- Baopuzi waipian 抱朴子 外篇, 50 juan, (Jin) Ge Hong 葛洪; (Qing) Sun Xingyan 孫星衍 (Komm.)
- Shishuo xinyu 世說新語/世说新语, 6 juan, (Liu-Song) Liu Yiqing 劉義慶/刘义庆; (Liang) Liu Xiaobiao 劉孝標 (Komm.)
- Yanshi jiaxun 顏氏家訓/颜氏家训, 7 juan, Anhang Kaozheng 考證/考证, 1 juan, (Nördliche Qi) Yan Zhitui 顏之推/颜之推 (Shen Kui 沈揆, Kaozheng)